# Liste der besonderen historischen Stätten Japans
Die Liste besonderer historischer Stätten Japans (japanisch 特別史跡, tokubetsu shiseki, englisch Special Historic Sites) beinhaltet 62 historische und archäologische Stätten Japans. Alle hier aufgeführten Stätten sind sowohl als „besondere“ Stätten, wie auch „landesweit“ als solche nach dem „Kulturgutschutzgesetz“ von 1950 deklariert. Heute werden diese Stätten durch den revidierten siebten Teil des Gesetzes: „Historische und landschaftlich schöne Stätten und Naturdenkmäler“ (史跡名勝天然記念物) mit landschaftlich schönen Plätzen und Naturdenkmälern zusammengefasst.

## Legende
Die nachstehende Tabelle beinhaltet alle als „besondere historische Stätte“ deklarierten Kulturgüter Japans. In Spalte eins ist der Name der Stätte in lateinischen Buchstaben aufgeführt, Spalte zwei führt die offizielle und vollständige Bezeichnung der Stätte in japanischer Schrift. Dabei gehorcht die Übertragung der japanischen Bezeichnung folgenden Regeln: das Kanji 跡 (Kun-Lesung: ato/On-Lesung: seki) wird hier durchgängig und wenn alleinstehend als Kennzeichnung in der Bedeutung historische Stätte verstanden und nicht in die lateinische Umschrift übernommen. Die Bezeichnung iseki (遺跡) hingegen wird mit Ruine oder Überreste übertragen. Bei der Bezeichnung shiroato/jōseki (城跡) handelt es sich in der Regel um eine Burg (shiro/jō), die eine historische Stätte ist. Sie kann als Ruine auf uns gekommen sein oder aber erhalten bzw. restauriert sein. Die Vorsilbe Kyū- (旧, „früher, vormals“) dient in japanischen Bezeichnungen dazu eine in der Gegenwart z. T. unter veränderter Bezeichnung noch vorhandene Stätte von der ursprünglichen, häufig archäologisch erschlossenen, historischen Stätte abzugrenzen. Er ist daher nicht übersetzt, aber der lateinischen Bezeichnung als Markierung in Klammern vorangestellt. Hi (碑) ist im Allgemeinen mit „Steindenkmal“ übersetzt; für die in Japan charakteristischen „Hügelgräber“ wird auch der allgemein übliche Fachbegriff Kofun (古墳) verwendet.
Spalte drei listet die Präfektur auf, in der sich die historische Stätte befindet; Spalte vier umfasst eine Kurzbeschreibung. In der Spalte Ernennung sind zwei mit HS und BHS bezeichnete Daten angegeben. HS ist das Datum an dem die Stätte offiziell als historische Stätte deklariert wurde, BHS das Datum, zu dem sie das Attribut besondere historische Stätte erhielt. Die beiden letzten Spalten beinhalten die Geo-Koordinaten und ein Bild.

## Übersicht
| Stätte                                                                                                | Japanischer Name                                            | Präfektur                        | Beschreibung | Ernennung                                                | Koordinaten                       | Bild |
| --- | ----------------------------------------------------------- | -------------------------------- | --- | -------------------------------------------------------- | --------------------------------- | ---- |
| Goryōkaku                                                                                             | 五稜郭跡                                                    | Hokkaidō                         | Befestigungsanlage zur Zeit der Republik Ezo in Form eines fünfzackigen Sterns | HS: 1922 BHS: 1952                                       | 41° 47′ 49,9″ N, 140° 45′ 25,2″ O |      |
| Sannai-Maruyama                                                                                       | 三内丸山遺跡                                                | Präfektur Aomori                 | Archäologische Ausgrabungen von Siedlungsüberresten aus der Jomon-Zeit | HS: 1997 BHS: November 2000                              | 40° 48′ 41,4″ N, 140° 41′ 48,8″ O |      |
| Tempelanlage Chūson-ji                                                                                | 中尊寺 境内                                                 | Präfektur Iwate                  | Die buddhistische Tempelanlage befindet sich auf der Kanzan-Anhöhe. Sie wurde 850 von Ennin (d. i. Jikaku Daishi) gegründet. Sie beherbergt eine Reihe wichtiger Kulturgüter Japans. | HS: BHS: 1979                                            | 38° 59′ 56″ N, 141° 6′ 3,2″ O     |      |
| Muryōkō-in                                                                                            | 無量光院跡                                                  | Präfektur Iwate                  | weitgehend nicht mehr erhaltener großer Tempel im Stile des Hōōdō in Uji | HS: BHS: 1955                                            | 38° 59′ 34,4″ N, 141° 6′ 55,8″ O  |      |
| Tempel Mōtsū-ji                                                                                       | 毛越寺 境内 附 鎮守社跡                                     | Präfektur Iwate                  | gehört ebenfalls zur Tempelanlage in Hiraizumi, liegt mit einem Garten am Ōizumi-See | HS: BHS: 1952                                            | 38° 59′ 13,9″ N, 141° 6′ 29,2″ O  |      |
| Burg Taga nebst Tempel                                                                                | 多賀城跡 附 寺跡                                            | Präfektur Miyagi                 | Die Burganlage liegt in der Stadt Tagajō, nimmt 1,07 km² ein und umfasst fünf Gebäude, wurde in der historischen Michi-no-oku der ersten Hälfte des 8. Jh.s bis zum 10. Jh. erbaut | HS:1936 BHS: 1966                                        | 38° 17′ 58,6″ N, 140° 59′ 44,9″ O |      |
| Ōyu-Steinkreise                                                                                       | 大湯環状列石                                                | Präfektur Akita                  | Überreste zweier ca. 4000 Jahre alten, aus der Jomon-Zeit stammenden Steinkreises | HS: BHS: 1956                                            | 40° 16′ 17″ N, 140° 48′ 15,5″ O   |      |
| (Kyū-)Kōdōkan                                                                                         | 旧弘道館                                                    | Präfektur Ibaraki                | 1841 von Tokugawa Nariaki gegründete Daimyatsschule des Mito-han mit einer Gesamtfläche von 17,8 ha | HS: 1922 BHS: 1952                                       | 36° 22′ 31,1″ N, 140° 28′ 37,2″ O |      |
| Hitachi Kokubun-ji                                                                                    | 常陸国分寺跡                                                | Präfektur Ibaraki                | 741 auf Veranlassung des Shōmu-Tennō als Provinztempel erbaut | HS: BHS: 1952                                            | 36° 11′ 47,4″ N, 140° 16′ 24,2″ O |      |
| Hitachi Kokubun-niji                                                                                  | 常陸国分尼寺跡                                              | Präfektur Ibaraki                | 741 auf Veranlassung des Shōmu-Tennō als Nonnenkonvent für den Provinztempel erbaut | HS: BHS: 1952                                            | 36° 12′ 5,4″ N, 140° 16′ 3″ O     |      |
| Ōyamagaibutsu                                                                                         | 大谷磨崖仏                                                  | Präfektur Tochigi                | Es handelt sich um mehrere in einer Höhle in Stein gehauene Buddha-Statuen zwischen 1,2 und 4 m Höhe | HS: 1926 BHS: 1954                                       | 36° 35′ 46,7″ N, 139° 49′ 17″ O   |      |
| Zedernallee zu Nikkō nebst Steindenkmal                                                               | 日光杉並木 街道 附 並木寄進碑                               | Präfektur Tochigi                | 1625 von Matsudaira Masatsuna veranlasste Baumpflanzungen; die Zedernallee besitzt heute eine Gesamtlänge von 35,41 km mit ca. 12.500 bis zu 300 Jahre alten Bäumen | HS: BHS: 1952                                            | 36° 43′ 44″ N, 139° 40′ 23,5″ O   |      |
| Kanaizawa-Steindenkmal                                                                                | 金井沢碑                                                    | Präfektur Gunma                  | ein Naturstein aus Pyroxen-Andesit mit einer Höhe von 1,11 m und einem 726 eingravierten Text im Umfang von 112 Zeichen | HS: 1921 BHS: 1954                                       | 36° 17′ 8,5″ N, 139° 0′ 57,2″ O   |      |
| Yamanoue-Steindenkmal und Kofun                                                                       | 山上碑および古墳                                            | Präfektur Gunma                  | ältester 681 aufgestellter Naturstein aus Pyroxen-Andesit mit einer Höhe von 1,11 m und eingravierten Text im Umfang von 53 Zeichen; zugleich ältester japanischer Epitaph | HS: 1921 BHS: 1954                                       | 36° 16′ 37,6″ N, 139° 1′ 40,1″ O  |      |
| Tago-Steindenkmal                                                                                     | 多胡碑                                                      | Präfektur Gunma                  | Naturstein aus Ushibuse-Sandstein, aufgestellt 711 mit einer Inschrift im Umfang von 80 Schriftzeichen | HS: 1921 BHS: 1954                                       | 36° 15′ 54″ N, 138° 59′ 47″ O     |      |
| Kasori-Muschelhaufen (kaizuka)                                                                        | 加曽利貝塚                                                  | Präfektur Chiba                  | größter bekannter Muschelhaufen aus der Jōmon-Zeit | HS: BHS: 2017                                            | 35° 37′ 24″ N, 140° 9′ 53″ O      |      |
| (Kyū-)Hamarikyū-Park                                                                                  | 旧浜離宮庭園                                                | Präfektur Tokio                  | In der Edo-Zeit, zwischen 1624 und 1644, für Shogune des Tokugawa Bakufu angelegter Garten | HS: BHS: 1952                                            | 35° 39′ 36,4″ N, 139° 45′ 50,4″ O |      |
| Burg Edo                                                                                              | 江戸城跡                                                    | Präfektur Tokio                  | 1457 von Ōta Dōkan als Niederungsburg in Tokyo erbaut | HS: 1960 BHS: 1963                                       | 35° 41′ 12,1″ N, 139° 44′ 59,6″ O |      |
| Koishikawa Kōrakuen                                                                                   | 小石川後楽園                                                | Präfektur Tokio                  | 1629 von Tokugawa Yorifusa begonnener sieben Hektar großer Stadtpark | HS: BHS: 1952                                            | 35° 42′ 18,4″ N, 139° 44′ 59,3″ O |      |
| Ichijōdani historische Ruinen einer Burgstadt des Asakura Geschlechts                                 | 一乗谷朝倉氏遺跡                                            | Präfektur Fukui                  | Es handelt sich um die Überreste einer Burgstadt, die 1471 vom Geschlecht der Asakura angelegt wurde. | HS: BHS: 1971                                            | 35° 59′ 55,7″ N, 136° 17′ 47,8″ O |      |
| Ruine Togariishi (Steinzeit)                                                                          | 尖石石器時代遺跡                                            | Präfektur Nagano                 | Archäologische Fundstätte mit Artefakten aus der Steinzeit | HS: 1942 BHS: 1952                                       | 36° 0′ 47,9″ N, 138° 13′ 57,4″ O  |      |
| Tōtōmi Kokubun-ji                                                                                     | 遠江国分寺跡                                                | Präfektur Shizuoka               | In der Folge des kaiserlichen Edikts von 741 erbauter Provinztempel, der 1951 ausgegraben wurde | HS: BHS: 1952                                            | 34° 43′ 11,6″ N, 137° 51′ 4,7″ O  |      |
| Arai (no) sekisho / Araiseki                                                                          | 新居関跡                                                    | Präfektur Shizuoka               | Ansammlung von 56 Grenzposten entlang der Tōkaidō, erbaut im Anschluss an die Schlacht von Sekigahara | HS: 1921 BHS: 1955                                       | 34° 41′ 40,6″ N, 137° 33′ 39,6″ O |      |
| Toro                                                                                                  | 登呂遺跡                                                    | Präfektur Shizuoka               | 1943 beim Bau einer Rüstungsfabrik auf einem Reisfeld entdeckte 48.300 m² großes, archäologisch erschlossenes Siedlungsgebiet aus der Yayoi-Zeit (ca. 1. Jh.) | HS: BHS: 1952                                            | 34° 57′ 21,2″ N, 138° 24′ 29,2″ O |      |
| Burg Nagoya                                                                                           | 名古屋城跡                                                  | Präfektur Aichi                  | 1610 von Tokugawa Ieyasu auf der Nagano-Hochebene erbaute Burg. | HS: BHS: 1952                                            | 35° 11′ 8,2″ N, 136° 53′ 59,3″ O  |      |
| Wohnhaus von Motoori Norinaga                                                                         | 本居宣長旧宅 同 宅跡                                        | Präfektur Mie                    | 1691 erbautes, ehemaliges Wohnhaus des Gelehrten Motoori Norinaga, der hier in der Edo-Zeit von seinem 12. Lebensjahr bis zu seinem Tod mit 72 Jahren, lebte. | HS: BHS: 1953                                            | 34° 34′ 31,1″ N, 136° 31′ 32,5″ O |      |
| Burg Azuchi                                                                                           | 安土城跡                                                    | Präfektur Shiga                  | 1576 von Oda Nobunaga errichtete Burg | HS: BHS: 1952                                            | 35° 9′ 19,4″ N, 136° 8′ 21,8″ O   |      |
| Burg Hikone                                                                                           | 彦根城跡                                                    | Präfektur Shiga                  | 1603 von Daimyō Ii Naotsuga erbaute Burg | HS: BHS: 1951                                            | 35° 16′ 35,4″ N, 136° 15′ 8,3″ O  |      |
| Garten des Jishō-ji (Ginkaku-ji)                                                                      | 慈照寺（銀閣寺）庭園                                        | Präfektur Kyōto                  | Zen-Tempel der Rinzai-shū im Nordosten der Stadt Kyōto. | HS: BHS: 1952                                            | 35° 1′ 35,8″ N, 135° 47′ 53,5″ O  |      |
| Garten des Rokuon-ji (Kinkaku-ji)                                                                     | 鹿苑寺（金閣寺）庭園                                        | Präfektur Kyōto                  | Eigentlich Rokuon-ji (鹿苑寺, dt. „Rehgarten-Tempel“), ein buddhistischer Tempel im Nordwesten der japanischen Stadt Kyōto. | HS: BHS: 1956                                            | 35° 2′ 22,6″ N, 135° 43′ 45,1″ O  |      |
| Daigo-ji Sanbōin-Garten                                                                               | 醍醐寺 三宝院 庭園                                          | Präfektur Kyōto                  | Japanischer Garten des Tempels Daigo-ji | HS: BHS: 1952                                            | 34° 57′ 6,8″ N, 135° 49′ 10,9″ O  |      |
| Burg Ōsaka                                                                                            | 大坂城跡                                                    | Präfektur Osaka                  | auf Befehl von Toyotomi Hideyoshi auf dem Gelände des zerstörten Tempels Ishiyama Hongan-ji errichtet und 1583 fertiggestellt. | HS: BHS: 1953                                            | 34° 41′ 10,7″ N, 135° 31′ 33,2″ O |      |
| Kudara-dera                                                                                           | 百済寺跡                                                    | Präfektur Osaka                  | in der zweiten Hälfte des 8. Jh. vom Herrscher über das Königreich Paekche (Kudara) errichteter Tempel | HS: BHS: 1952                                            | 34° 48′ 55,4″ N, 135° 39′ 39,6″ O |      |
| Himeji-jō                                                                                             | 姫路城跡                                                    | Präfektur Hyōgo                  | Höhenburg aus der Muromachi-Zeit (1346) | HS: BHS: 1956                                            | 34° 50′ 18,2″ N, 134° 41′ 34,1″ O |      |
| Kitora Kofun                                                                                          | キトラ古墳                                                  | Präfektur Nara                   | Hügelgrab vermutlich aus dem späten 7. oder frühen 8. Jh., wurde 1983 nebst Grabbeigaben ausgegraben | HS:Juli 2000 BHS: November 2000                          | 34° 27′ 3,6″ N, 135° 48′ 19,1″ O  |      |
| Takamatsuzuka Kofun                                                                                   | 高松塚古墳                                                  | Präfektur Nara                   | Hügelgrab vermutlich aus dem späten 7. oder frühen 8. Jh., wurde 1960 zufällig von einem Landwirt entdeckt, Durchmesser: 16 m, Höhe: 5 m | HS: BHS: 1973                                            | 34° 27′ 44,6″ N, 135° 48′ 22,7″ O |      |
| Yamada-dera                                                                                           | 山田寺跡                                                    | Präfektur Nara                   | 641–676 errichteter und archäologisch erschlossener Tempel | HS: BHS: 1952                                            | 34° 29′ 5,6″ N, 135° 49′ 46,2″ O  |      |
| Ishibutai-Kofun                                                                                       | 石舞台古墳                                                  | Präfektur Nara                   | Auch Ishibutoya- oder Ishifutoya-Kofun (石太屋古墳), ein Hügelgrab aus dem 7. Jh. | HS: BHS: 1952                                            | 34° 28′ 0,8″ N, 135° 49′ 34″ O    |      |
| Suyama Kofun                                                                                          | 巣山古墳                                                    | Präfektur Nara                   | schlüssellochförmiges Hügelgrab, ca. 220 m lang, spätes 4. bis frühes 5. Jh. | HS: BHS: 1952                                            | 34° 33′ 22,7″ N, 135° 44′ 26,9″ O |      |
| Palast Fujiwara                                                                                       | 藤原宮跡                                                    | Präfektur Nara                   | Palastruine der ehemaligen „Kaiserliche Residenzstadt“ Fujiwara-kyō | HS: BHS: 1952                                            | 34° 30′ 7,9″ N, 135° 48′ 25,9″ O  |      |
| Monju-in westliches Kofun                                                                             | 文殊院西古墳                                                | Präfektur Nara                   | westliches Hügelgrab des Tempels Abe Monju-in aus der Mitte des 7. Jh. | HS: BHS: 1952                                            | 34° 30′ 13″ N, 135° 50′ 33,4″ O   |      |
| Palast Heijō                                                                                          | 平城宮跡                                                    | Präfektur Nara                   | Palast Heijō in der „Kaiserlichen Residenzstadt Friedensburg“ (Heijō-kyō), Nara-Zeit | HS: BHS: 1952                                            | 34° 41′ 33,7″ N, 135° 47′ 49,9″ O |      |
| Heijō-kyō Sakyō sanjō nibō miya                                                                       | 平城京左京三条二坊宮跡庭園                                  | Präfektur Nara                   | Es handelt sich um eine Gartenanlage, die zum Anwesen des Prinzen Nagaya gehörte und die heute teilweise unter einem Einkaufszentrum liegt. Zwischen der ersten und zweiten östlichen Hauptstraße (ichibō bzw. nibō) und den senkrecht dazu verlaufenden nijō und sanjō Hauptstraßen ergab sich ein Wohnviertel, das durch kleinere Seitenstraßen in 16 Abschnitte unterteilt war. Im Lageplan, der in der Quelle angegeben ist, entspricht das rot umrandete Viertel: 1, 2, 7 und 8 dem Anwesen des Prinzen Nagaya, 6 ist der dazugehörige Garten. | HS: BHS: 1978                                            | 34° 41′ 1″ N, 135° 48′ 9″ O       |      |
| Yakushi-ji                                                                                            | 本薬師寺跡                                                  | Präfektur Nara                   | buddhistischer Tempel und Haupttempel der Hossō-Sekte, 680 | HS: BHS: 1952                                            | 34° 29′ 33″ N, 135° 48′ 1,1″ O    |      |
| Iwasesenzuka-Kofungruppe                                                                              | 岩橋千塚古墳群                                              | Präfektur Wakayama               | 430 Hügelgräber auf einer Fläche von 61.000 m² | HS: 1931 BHS: 1952                                       | 34° 13′ 25″ N, 135° 13′ 48,4″ O   |      |
| Sainoohai-ji                                                                                          | 斎尾廃寺跡                                                  | Präfektur Tottori                | 40.000 m² großes Tempelgelände mit den Überresten eines buddhistischen Tempels aus der Hakuhō-Zeit (Mittlere Nara-Zeit), Ost-West-Ausdehnung des Tempels: 160 m, Nord-Süd Ausdehnung: 250 m | HS: BHS: 1952                                            | 35° 28′ 53,4″ N, 133° 42′ 41,4″ O |      |
| (Kyū-)Shizutani-Schule nebst Steintor, Überresten des Wohnhauses von Tsuda Nagatada und Kōyō-Pavillon | 旧閑谷学校 附 椿山石門津田永忠宅跡および黄葉亭              | Präfektur Okayama                | Schule, die am Anfang der Edo-Periode auf Geheiß von Daimyo Ikeda Mitsumasa durch Tsuda Nagatada für einfache Bürger gegründet wurde. | HS: BHS: 20. März 1954                                   | 34° 47′ 48,1″ N, 134° 13′ 10,6″ O |      |
| Itsukushima-Schrein                                                                                   | 厳島                                                        | Präfektur Hiroshima              | Shintō-Schrein auf der Insel Miyajima in Hatsukaichi. | HS: BHS: 1951                                            | 34° 16′ 49,8″ N, 132° 18′ 42,1″ O |      |
| Privatschule und Wohnhaus von Kan Chazan                                                              | 廉塾ならびに菅茶山旧宅                                      | Präfektur Hiroshima              | Wohnhaus des konfuzianischen Gelehrten Kan Chazan | HS: 22. Januar 1934 BHS: 31. März 1953                   | 34° 32′ 40,6″ N, 133° 23′ 4,2″ O  |      |
| Sanuki Kokubun-ji                                                                                     | 讃岐国分寺跡                                                | Präfektur Kagawa                 | Shingon-Tempel, 741 | HS: BHS: 1952                                            | 34° 18′ 11,5″ N, 133° 56′ 41,6″ O |      |
| Ōzuka Kofun                                                                                           | 王塚古墳                                                    | Präfektur Fukuoka                | schlüssellochförmiges Hügelgrab aus der Mitte des 6. Jh. mit steinerner Kammer und fünffarbigen Wandgemälden, Länge: 86 m, Höhe: 9,5 m. | HS: 15. Juni 1036 BHS: 29. März 1952 (als Sōshoku Kofun) | 33° 35′ 18,6″ N, 130° 39′ 41″ O   |      |
| Mizuki                                                                                                | 水城跡                                                      | Präfektur Fukuoka                | im 7. Jh. zum Schutz der Verwaltung des Yamato-Hofs errichteter Verteidigungswall. | HS: BHS: 1953                                            | 33° 31′ 5,2″ N, 130° 29′ 34,1″ O  |      |
| Dazaifu                                                                                               | 大宰府跡                                                    | Präfektur Fukuoka                | Überreste von Regierungsgebäuden, ca. 663 | HS: 1921 BHS: 1953                                       | 33° 30′ 54″ N, 130° 30′ 56,2″ O   |      |
| Ōno-jō                                                                                                | 大野城跡                                                    | Präfektur Fukuoka                | Überreste einer Höhenburg, im 7. Jh. vom Tenji-Tennō errichtet | HS: BHS: 1953                                            | 33° 32′ 24″ N, 130° 31′ 17,8″ O   |      |
| Ausgrabungsstätte Yoshinogari                                                                         | 吉野ヶ里遺跡                                                | Präfektur Saga                   | 40 ha große archäologische Ausgrabungsstätte in Yoshinogari, Präfektur Saga mit Siedlungsüberresten aus der Zeit zwischen 400 v. Chr. und 300 n. Chr. (Yayoi-Zeit). | HS: BHS: 1991                                            | 33° 19′ 32,2″ N, 130° 23′ 2,8″ O  |      |
| Burg Nagoya nebst Befestigungsanlagen                                                                 | 名護屋城 跡並陣跡                                           | Präfektur Saga                   | Ausgrabungsstätte mit Überresten der Burg und Befestigungsanlagen zu Nagoya, gelegen an einer Bucht im nordöstlichen Teil des Landkreises Matsura-gun | HS: 4. November 1926 BHS: 22. August 1955                | 33° 31′ 48,7″ N, 129° 52′ 9,5″ O  |      |
| Kaneda-jō                                                                                             | 金田城跡                                                    | Präfektur Nagasaki               | Höhenburg errichtet in der Asuka-Zeit als Verteidigungsbau auf Kyushu und gegen Invasoren vom heute koreanischen Festland. | HS: BHS: 1982                                            | 34° 17′ 45,6″ N, 129° 16′ 20,3″ O |      |
| Ruinen von Haru no Tsuji                                                                              | 原の辻遺跡                                                  | Präfektur Nagasaki               | Siedlungsüberreste aus der Yayoi-Zeit | HS: 1997 BHS: 2000                                       | 33° 45′ 33,1″ N, 129° 45′ 11,9″ O |      |
| Burg Kumamoto                                                                                         | 熊本城跡                                                    | Präfektur Kumamoto               | 1496 erbaut, während der Satsuma-Rebellion zerstört | HS: 1933 BHS: 1955                                       | 32° 48′ 28,1″ N, 130° 42′ 15,5″ O |      |
| Steinbuddhas von Usuki                                                                                | 臼杵磨崖仏 附 日吉塔、嘉応二年在銘五輪塔 承安二年在銘五輪塔 | Präfektur Ōita                   | Es handelt sich um ca. 60 in Tuffstein geschlagene Buddha-Figuren aus der Heian-Zeit, angeordnet in vier Stufen zu je 25 Figuren. | HS: BHS: 1952                                            | 33° 6′ 45,7″ N, 131° 46′ 31,8″ O  |      |
| Saitobaru-Kofungruppe                                                                                 | 西都原古墳群                                                | Präfektur Miyazaki               | 309 Hügelgräber (Kofun) aus der Zeit zwischen dem 4. und 7. Jh. | HS: BHS: 1952                                            | 32° 7′ 3,4″ N, 131° 23′ 18,6″ O   |      |
| Kii-jō                                                                                                | 基肄（椽）城跡                                              | Präfektur Fukuoka Präfektur Saga | Höhenburg, 665 zusammen mit der Höhenburg Ōno-jō vom Tenji-Tennō errichtet | HS: BHS: 1954                                            | 33° 26′ 41,6″ N, 130° 30′ 47,9″ O |      |

## Anmerkung
1. ↑  Für die vollständige Inschrift siehe auch den Wikisource Link unter Weblinks
2. ↑  Die hier zuerst angegebene Lesung geht auf eine alte Schreibung mit den Schriftzeichen 荒井 zurück. Als formale Bezeichnung findet man auch: Imagire sekijo (今切関所).
3. ↑  Vollständige Umschrift: Kyū-Shizutani gakkō tsuke taritsubaki-yama sekimon Tsuda Nagatada-taku ato oyobi kōyōtei
4. ↑  Sōshoku Kofun bezeichnet „ausgeschmückte Hügelgräber“. Der Schmuck kann aus farbigen Malereien oder aus, in den Stein gearbeiteten, Reliefs an den Wänden der Grabkammern oder an den Grabgefäßen bestehen.